# Самал (село)
Сама́л (каз. Самал) — село у складі Акжаїцького району Західноказахстанської області Казахстану. Входить до складу Бударінського сільського округу.
У радянські часи село називалось Барановка.
Населення — 201 особа (2021; 319 у 2009, 378 у 1999, 395 у 1989).